# Trajes típicos de Canarias
Los trajes típicos de Canarias son un conjunto de modelos de vestimenta que se han conservado como los más representativos de las islas del archipiélago. En las islas de La Palma y El Hierro son bastante fieles a los usados en épocas pasadas, en tanto que en Tenerife, La Gomera y Lanzarote conviven elementos de distintos periodos históricos. También hay que mencionar los modelos creados por artistas plásticos como Néstor Martín Fernández de la Torre que diseñó los trajes que hoy representan oficialmente a las islas de Fuerteventura y Gran Canaria. Esta indumentaria tradicional se manifiesta aun en fiestas y celebraciones populares, en el vestuario de los grupos folclóricos y de otros colectivos culturales. 
Existen pequeñas peculiaridades que permiten diferenciar a los habitantes de una isla de los de otra e incluso, a veces, de las distintas localidades o comarcas. Es notable la similitud con los trajes de las islas portuguesas de Madeira y Azores, como también ocurre con las músicas.

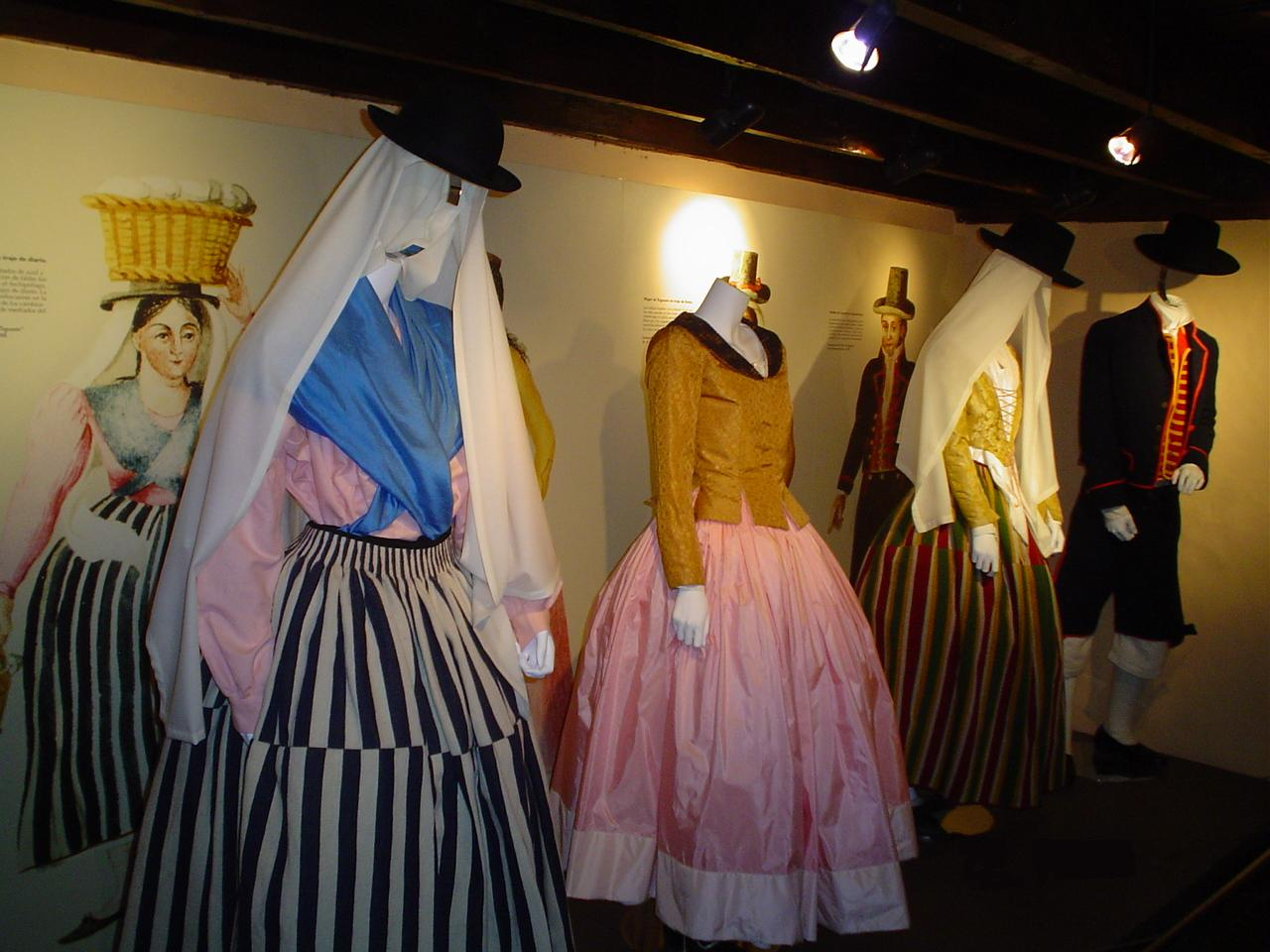
Trajes típicos de Canarias.

## Las materias primas
Para la confección de su indumentaria los isleños, en su gran mayoría, empleaban géneros de producción local a base de lana, lino y seda.
Con el lino tejían grandes lienzos, muy estimados por su durabilidad. Con ellos se confeccionaba la lencería personal y doméstica, siendo lisos y más o menos blanqueados para la primera, y con algunas listas de color en el segundo de los casos. Para ropas especiales también se usaban telas más finas de lino o algodón de origen foráneo. 
La lana del país, de cierta aspereza pero de gran resistencia, permitía la tejedura de tafetanes y sargas que también podían ser con mezclas de lino o algodón. Se empleaba en colores naturales o se teñían con productos de la tierra. Existía mucha afición por los colores saturados y vivos, mezclándolos entre sí dando sorprendentes resultados. 
La seda se teñían en una amplia variedad cromática y con ellas se tejían tafetanes lisos, listados o a cuadros, terciopelo sargas, cintería, galones, etc. Estas telas eran las usadas para la confección de las sayas, jubones y justillos de fiesta, gala y los complementos, como podían ser las medias, los pañuelos, las manteletas, etc.

## La mujer
El atuendo femenino sigue pautas que tomaron forma en el Renacimiento, introducidas en el Archipiélago Canario con la colonización española.
La mujer se ha cubierto la cabeza, de manera tradicional, con prendas de diferentes orígenes y materiales: sombreros de fibras vegetales o fieltro de confección local; monteras de género tejido de lana de varios tipos, y bajo ellos, prendas como mantillas, pañuelos, tocas, etc., que podían usarse solas o combinadas entre sí.
De la cintura hacia abajo llevaban un número variable de enaguas, el refajo rojo de lana y el manteo o saya exterior (falda). En el siglo XIX se populariza el delantal. Las piernas se visten con medias de lana o lino en sus colores naturales, y en algunas ocasiones especiales, de seda bordada. El calzado estaba constituido por zapatos de orejas para amarrar o del tipo de escarpín con o sin hebillas.

## Diferentes trajes
Aunque la indumentaria era similar en todas las islas, cada una guarda pequeñas peculiaridades en especial en las prendas de abrigo y los tocados.

### Isla de Tenerife

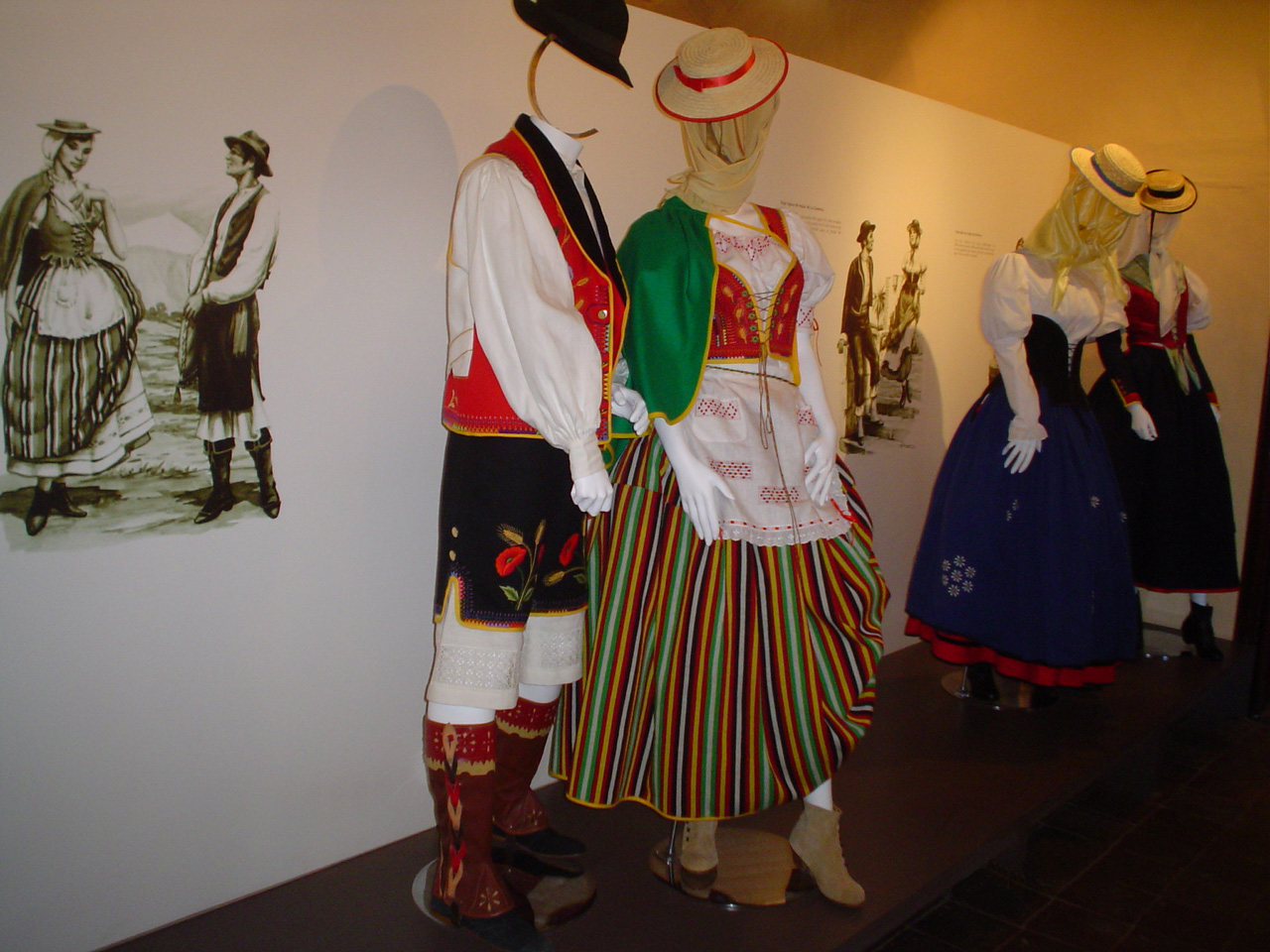
En primer plano el traje típico de La Orotava (Tenerife).

De todas las prendas usadas por los campesinos de Tenerife la más representativa es la Manta esperancera. Introducida por los ingleses, doblada en dos y fruncida al cuello se convierte en prenda de abrigo insustituible. Fue y es usada mayoritariamente por los hombres, pero las mujeres y los niños también la usaban cuando los rigores del tiempo lo imponían. Su color característico fue un blanco con rayas azules en los extremos, siendo frecuente que su cuello se forrara. Su uso ha perdurado hasta hoy por sus características de confort, abrigo impermeable y durabilidad. La Manta esperancera se ha convertido en símbolo de la indumentaria tradicional de las Islas Canarias, siendo también actualmente usada en ocasiones como vestimenta tradicional en otras islas.
Si la Manta esperancera es la prenda más característica del campesino, el pequeño sombrero de palma lo es de la campesina. Producto de la evolución de un sombrero mayor, se redujo su tamaño para adaptarlo a las dimensiones del ruedo (pañuelo enrollado en espiral que se usaba para cargar en la cabeza). Su forma definitiva la adquiere en las últimas décadas del siglo XIX, generalizándose su uso hasta mediado del siglo XX. Su copa cilíndrica va forrada de terciopelo menos en la parte superior, su ala curva permite disponerla de varias maneras. Se ata bajo el moño por fuera del pañuelo.

### Isla de La Gomera
La mujer usaba un sombrero de palma con pañuelo de color amarillo. La camisa de algodón blanco sigue patrones de finales del siglo XIX. Se ajusta el talle con un cuerpiño de haldetas, de color negro. La saya, de color azul marino de lana, la roja (usada por las mujeres cuando tenían la menstruación)y bajo esta la blanca. Se calzan con botas de cuero largas sin botones.
El hombre utiliza chaqueta corta y pantalón negro, camisa blanca, sombrero y calzados negros, en los más antiguos se le añadía el calzón y los calzoncillos.

### Isla de La Palma

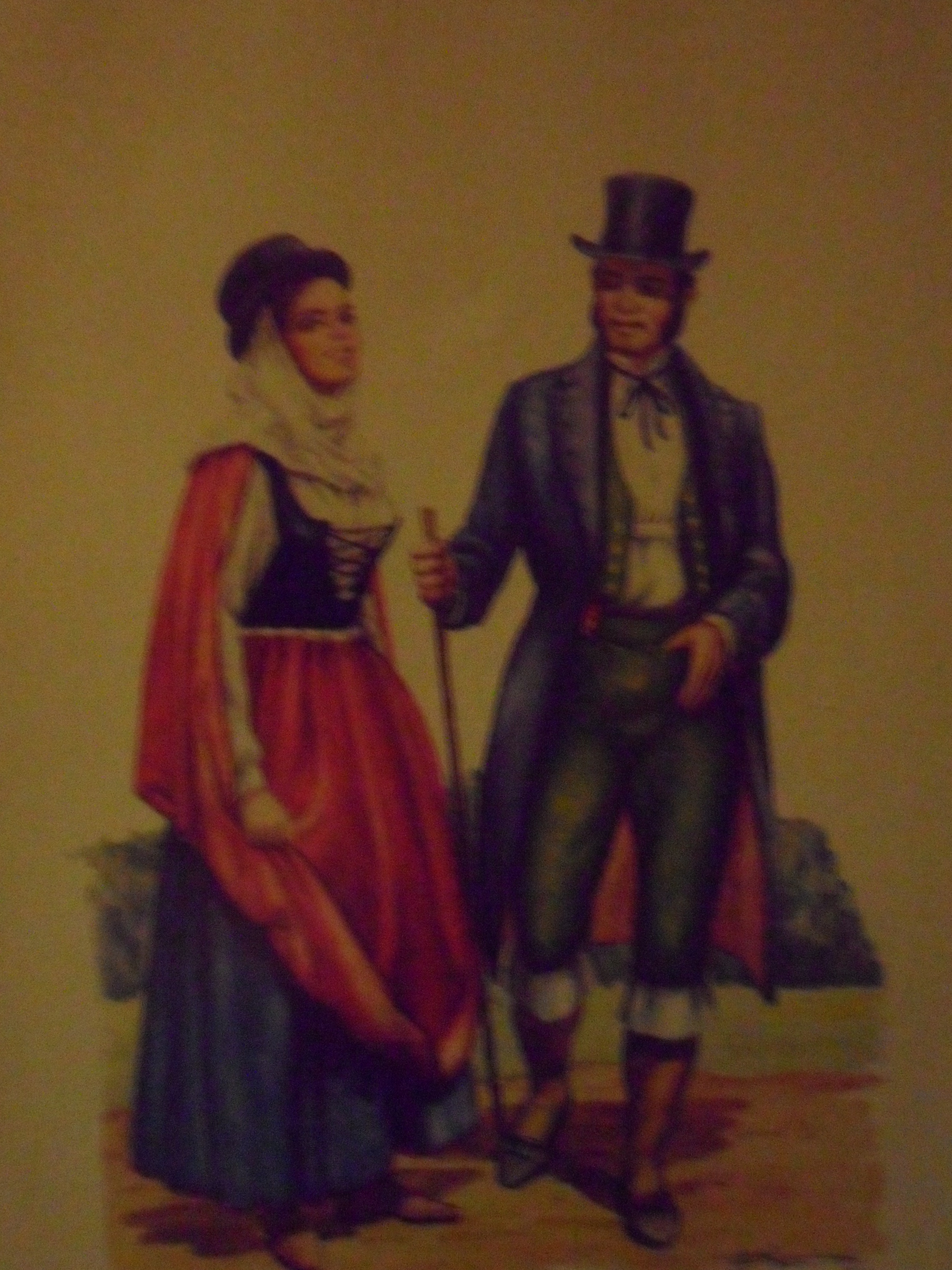
Traje típico de La Palma

La mujer palmera rodeaba su cara con la gasa o toca al más puro estilo medieval, cubriéndose con montera de lana de varios tipos, sombrerillo de fibra vegetal o sombrero de fieltro de copa alta y ala grande, según las ocasiones. La camisa solía ir guarnecida en los puños con bordados en realce de color blanco. Usaban sayas de lana de colores lisos y sobrios o las de seda, color grana, para las fiestas. Las enaguas de lienzo iban guarnecidas en el bajo ruedo con bordados negros a punto de cruz.
El hombre usaba la montera de capa o embozar, realizadas en lana. Sombreros de palma, y en las ocasiones especiales de fieltro negro. Otra prenda muy usada para las faenas eran los zamarrones (mandiles de lino o cuero). La anguarina (especie arcaica de abrigo) se mantuvo en uso hasta finales del siglo XIX, llevada como prenda de abrigo y de ocasiones especiales.

### Isla de El Hierro
La mujer cubre su cabeza con un pañuelo y un sombrero de paja de centeno, de copas semiesférica y de gran ala tendida. Resaltan los manguitos o mangos que cubren el brazo y parte del antebrazo, logrado de la moda renacentista española. Las sayas de sarga de lana solían ser de colores oscuros y más raramente con algunas listas en blanco.
Los hombres cubren su cabeza con la montera cónica, en sus orígenes erguida y posteriormente caída a un lado. Resaltan los majos de cuero crudo que han llegado hasta casi nuestros días, en los que ha sido sustituido el cuero por goma. Las capas de lana, fueron sustituidas a finales del siglo XIX por capotes de menos ruedo o mantas como las de Tenerife.

### Isla de Gran Canaria

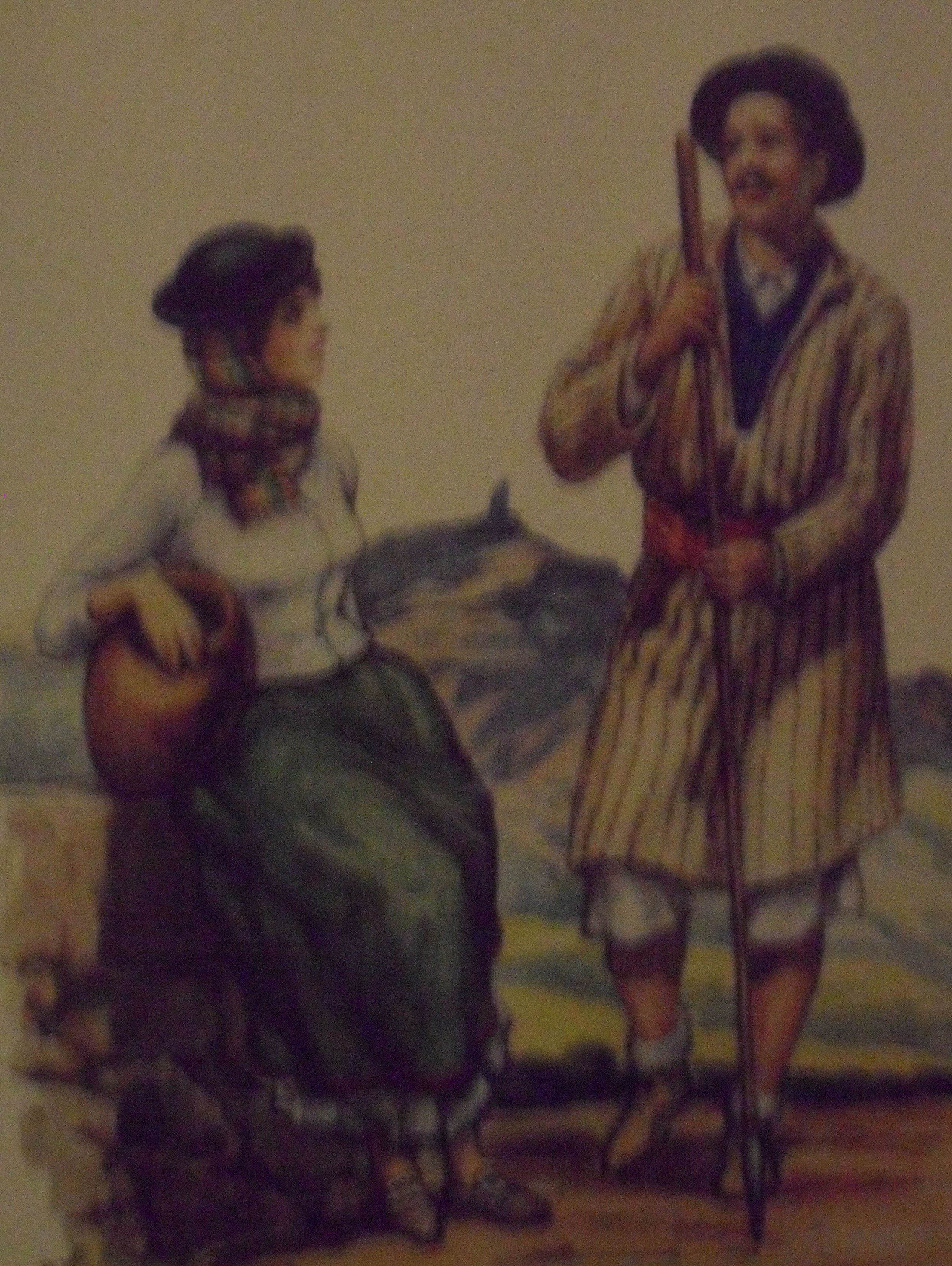
Traje típico de Gran Canaria

La mujer de esta isla usó con preferencia el sombrero de fieltro, como el de los hombres pero más pequeño, bajo el cual portaba la mantilla de diferentes colores, forros y guarniciones en sus modelos más antiguos. En el siglo XIX se simplificó en su corte y adornos, fijándose el modelo en color blanco o negro, que ha llegado hasta nuestros días. Era frecuente el uso del jubón de manga al codo.
Los hombres usaron las monteras de casco cónico adornadas con borlas tanto erguidas como con el cono caído. Los vuelos eran de diferentes formas e iban forradas de telas de colores contrastes. La prenda de abrigo más común del campesino era la camisuela (especie de capotín-abrigo) a veces con capillo de color blanco con listas marrones y verticales. 
Característico de esta isla era también el capote marsellés (especie de abrigo de lana con esclavina de color blanco), los calzoncillos de lino, muy anchos y cortos conocidos como "nagüetas".
Esta también se suele usar para las romerías lo usan actualmente.

### Isla de Lanzarote

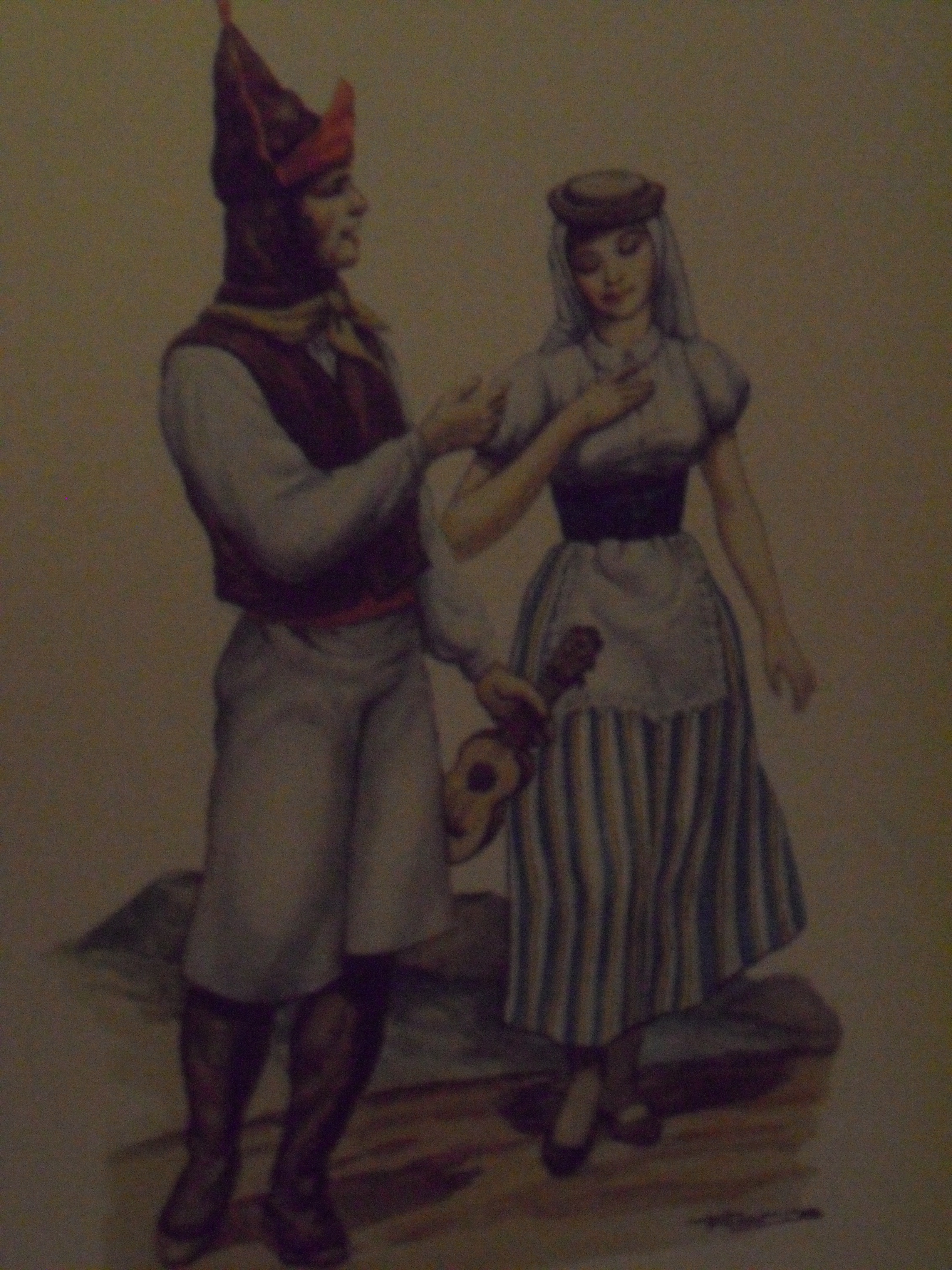
Traje típico de Lanzarote

La mujer se caracteriza por el uso de la toca semicircular de lienzo fino, sobre la cual coloca un sombrero de copa ovalada y vuelos planos de regular tamaño. El justillo, la falda listada y a veces delantales de adorno complementan su atuendo. 
El hombre usaba montera de embozar adornada en su casco cónico con gran escarapela de cintas rojas. Se distinguían por sus largos abrigos azul marino, abotonados en su parte frontal.
En la actualidad, las mujeres de ámbito rural siguen usando dos tipos de tocados. Un sombrero troncocónico de palma, de ala grande, conocido como de casada, y una capota o gorra de tela con una gran visera y un volante tableado para cubrir el cuello llamada de soltera.
En la década de 1930, se diseñó un traje típico, con sombrero del norte de Marruecos y faldas caladas, a manera de manto y saya, componiendo un modelo en cierto modo grotesco aunque llamativo que se conserva como traje típico de la isla. 

### Isla de Fuerteventura
En la década de los treinta del siglo XX, se diseñó un traje típico, con su sombrero del norte de Marruecos y unas faldas caladas, a manera de manto y saya, componiendo un modelo grotesco, siendo este el único traje usado en la actualidad como traje típico de la isla.